# Urszula Łoś
Urszula Łoś (18 de febrero de 1994) es una deportista polaca que compite en ciclismo en la modalidad de pista.
Ganó dos medallas en el Campeonato Europeo de Ciclismo en Pista de 2022, plata en keirin y bronce en velocidad por equipos. Participó en los Juegos Olímpicos de Tokio 2020, ocupando el séptimo lugar en la prueba de velocidad por equipos.

## Medallero internacional
| Campeonato Europeo | Campeonato Europeo | Campeonato Europeo | Campeonato Europeo    |
| Año                | Lugar              | Medalla            | Competición           |
| ------------------ | ------------------ | ------------------ | --------------------- |
| 2022               | Múnich ( Alemania) | Medalla de plata   | Keirin                |
| 2022               | Múnich ( Alemania) | Medalla de bronce  | Velocidad por equipos |